# Notti di primavera
Notti di primavera (Valborgsmässoafton) è un film del 1935 diretto da Gustaf Edgren.

## Trama
Quando un fotografo scandalistico presenta a Frederik Bergström, redattore capo di un quotidiano di Stoccolma, una foto del noto imprenditore Johan Borg in compagnia di una ragazza in atteggiamenti ritenuti incompatibili con lo stato matrimoniale del magnate il giornalista compra la foto (incluso il negativo) ma non la pubblica. La ragazza in questione è infatti sua figlia Lena, che peraltro è la segretaria di Borg.
Frattanto Clary, la moglie di Borg, all'insaputa del marito – i rapporti col quale si sono col tempo deteriorati – abortisce nella clinica clandestina di un tale dottor Smith. La scheda relativa all'intervento subito da Clary, etichettata B33, risulta mancante dopo le perquisizioni della polizia nella clinica di Smith (fatto, questo, ben pubblicizzato dalla stampa) e cade nelle mani del malavitoso Frank Roger che non esita a ricattare i Borg: ma quando la coppia si reca da Roger col denaro, Clary, in un tentativo di salvare il marito, nel corso di una colluttazione uccide il ricattatore. I Borg in fretta e furia prelevano quanto ritengono essere l'intera scheda ospedaliera e lasciano l'appartamento di Roger.
Intanto il perplesso Frederik Bergström e la figlia hanno un primo colloquio, nel corso del quale Lara ammette di amare, contraccambiata, Johan.
Un vicino di casa di Roger scopre il corpo esanime del malavitoso e accanto ad esso, caduta evidentemente a terra, la stilografica personale di Johan Borg, con tanto di nome e cognome, e il frammento della scheda ospedaliera recante la dicitura B33. Egli, prima ancora che alla polizia, si reca da Frederik Bergström nel tentativo di vendere una notizia esclusiva: sarebbe infatti uno scoop scoprire che il noto imprenditore è l'assassino ed è coinvolto in una storia di aborti illegali. Si ipotizza infatti che Borg – che ha notoriamente una certa fama, per quanto immeritata, di dongiovanni – si sia avvalso del dottor Smith per far sparire i frutti indesiderati di un suo rapporto extraconiugale, magari con una giovane segretaria.
Frederik sa chi potrebbe essere la giovane segretaria ma prima di affrontare la figlia si reca da Johan che egli crede essere un assassino, intimandogli per il bene di Lara di non farsi più sentire dalla ragazza. Johan, per preservare il buon nome della famiglia e proteggere la moglie, autrice dell'omicidio – con la quale peraltro ha già deciso di separarsi – si rifiuta di dire il nome di chi ha effettivamente abortito e accondiscende. Egli lascia il paese e lo stesso si accinge a fare la moglie Clary.
È difficile, questa volta, per Frederik, riappacificarsi con la figlia che egli crede gli abbia tenuto nascosto un aborto nato da una relazione inopportuna. Ma quando Clary Borg, prima di togliersi la vita – consumata dai rimorsi e da altre vicissitudini -, confessa il proprio omicidio, egli si ricrede: Frederik si rende conto che fra sua figlia e Johan c'è stato dell'amore sincero ma dell'uomo non c'è più alcuna notizia, tanto che viene dato per morto.
È quindi lieto di accogliere Johan in famiglia quando questi si ripresenta un giorno, tornato dal suo esilio volontario, in compagnia di Lena.